# Rorisite
La rorisite è un minerale appartenente al gruppo della matlockite.